# Anthony Shirley
Pour les articles homonymes, voir Shirley.
Anthony Shirley  (1565-1635), est un voyageur orientaliste et un mercenaire anglais du XVIIe siècle.

## Biographie
Fils d’un député britannique, il étudie à l’université d’Oxford avant de s’engager dans l’armée. Il participe alors à des campagnes en Hollande, puis en Normandie. C’est en France qu’il est adoubé chevalier, par Henri IV. Il conduit en 1596-1597 des expéditions maritimes pour la couronne britannique sur les côtes de l’Afrique occidentale, en Amérique centrale, puis en Italie. Avec son frère Robert Shirley, il voyage par la suite en Perse, avec le double objectif de développer les échanges commerciaux entre l’Angleterre et la Perse, et, sur ordre du comte d'Essex Robert Devereux, de pousser les Perses à la guerre contre les Turcs. Reçu à la cour safavide d’Abbas le Grand, il y est anobli, recevant le titre de mirza, et se voit octroyer des privilèges commerciaux.
Tombé en disgrâce, il ne peut retourner en Angleterre, et voyage en Russie, au Maroc, et dans plusieurs pays d'Europe. Il est nommé comte du Saint-Empire romain germanique. Après avoir rejoint Madrid, il est nommé amiral par le roi d’Espagne, pour le compte duquel il prépare des campagnes navales. Après avoir été défait à Mytilène, il est privé de commandement. Il meurt à Madrid en 1635.